# Bernhard Studer (peintre)
Pour les articles homonymes, voir Studer et Bernhard Studer.
 (juin 2025).
Bernhard Studer, né le 5 août 1832 à Gunzgen et mort le 22 avril 1868 à Munich, est un artiste peintre suisse.

## Biographie
Il est le fils de Leonz Studer, peintre en bâtiment. À 14 ans, il commence un apprentissage auprès du sculpteur Johann Georg Lüthy à Olten. Il va ensuite à l'école de dessin de Soleure, auprès de Gaudenz Taverna. Sur son conseil, il s'en va à l'académie des beaux-arts de Munich en 1850. Il trouve à travailler dans l'atelier de Karl Millner (de). Deux ans plus tard, il revient en Suisse, essentiellement en raison de difficultés financières.
Avec le soutien du gouvernement cantonal de Soleure, il obtient un prêt étudiant qui lui permet de fréquenter l'École de peinture de Düsseldorf et d'apprendre auprès de la peinture de paysage auprès de Rudolf Wiegmann, Johann Wilhelm Schirmer et Hans Fredrik Gude. Après de bons résultats, il est renvoyé de l'académie dans le premier trimestre 1856 pour une "vie perturbée". Durant son année à Düsseldorf, il fréquente de nombreuses associations de peintres.
La même année, il se réinscrit à Karlsruhe pour suivre Johann Wilhelm Schirmer. Il expose à Berne et obtient une récompense. Il devient ami avec de nombreux peintres comme Hans Thoma et Eugen Bracht. En 1865, il déménage à Munich où il meurt en 1868.

## Œuvre
Bernhard Studer peint essentiellement les paysages de sa Suisse natale, plus précisément dans le district de Gäu, entre Soleure et Olten. Il devient connu pour sa précision de deux tableaux représentant le château de Neu-Bechburg. La caractéristique de Studer est ses représentations silencieuses, presque poétiques de la nature alpine et de ses habitants.

## Source, notes et références
- (de) Cet article est partiellement ou en totalité issu de l’article de Wikipédia en allemand intitulé « Bernhard Studer (Maler) » (voir la liste des auteurs).
- Anna Katharina Bähler, « Studer, Bernhard » dans le Dictionnaire historique de la Suisse en ligne, version du 17 juillet 2012.